# Francisco Xavier de Proença de Almeida Garrett
Francisco Xavier de Proença de Almeida Garrett (2 de Fevereiro de 1883 - Covilhã, Tortosendo, 26 de Março de 1971) foi um político português.

## Família
Filho de Gonçalo Xavier de Almeida Garrett, sobrinho paterno do 1.º Visconde de Almeida Garrett, e de sua mulher Maria Joaquina Tavares de Almeida Proença.

## Biografia
Bacharel em Matemática pela Faculdade de Ciências da Universidade de Coimbra, Oficial de Engenharia, Deputado da Nação, Presidente da Câmara Municipal da Covilhã de 1931 a 1934 e em 1938, Diretor do Fomento de Moçambique.

## Casamento e descendência
Casou a 24 de Abril de 1919 com Margarida Barbosa Fernandes (Lisboa, Encarnação, 30 de Novembro de 1889 - Covilhã, Tortosendo, 6 de Março de 1957), filha de Arnaldo Machado Fernandes (Porto, Vitória - ?), Proprietário, e de sua mulher Adelaide de Vasconcelos Barbosa (Lisboa, Santa Isabel - ?), com geração.